# 股四頭肌

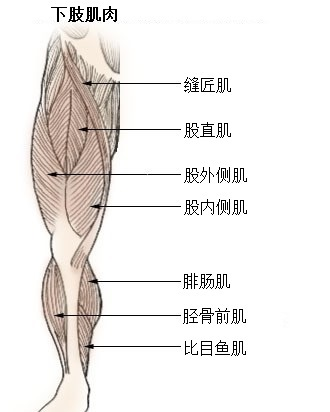
股四頭肌

股四頭肌是全身最大的肌，其英文名quadriceps意為四個頭：股直肌、股外側肌、股內側肌和股中間肌，此肌肉位於大腿前側。股四頭肌收縮時，拉動膝上的腱並使膝伸直。人類是用這些肌肉行走和奔跑。

## 负重训练

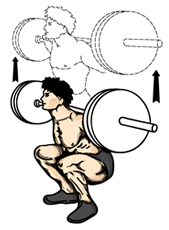
深度深蹲

- 深蹲
- 坐馬

## 資料來源
〈人體學習百科〉 貓頭鷹出版社
ISBN 957-9684-11-1

## 外部連結
- 解剖學(Anatomy)-肌肉(muscle)-quadriceps femoris muscle(股四頭肌) （页面存档备份，存于）